# Christa Krug
Christa Krug (* 27. Dezember 1936 in Langenbielau; † 16. März 2001 in Leuna) war eine deutsche Malerin und Grafikerin sowie Vertreterin des sozialistischen Realismus.

## Leben und Werk
Christa Krug kam mit ihrer Familie 1945 aus Schlesien in die sowjetische Besatzungszone nach Dresden. Ihr Vater war Bühnenbildner der Schlesischen Landesbühnen in Glogau. Von 1951 bis 1954 absolvierte sie bei Villeroy & Boch eine Lehre als Kerammalerin. Dann bemalte sie im gleichen Betrieb als Facharbeiter Geschirr, Schalen und Vasen und besuchte zur künstlerischen Weiterbildung Abendkurse in Akt- und Porträtzeichnen, Landschaftsgestalten, in Anatomie und Kunstgeschichte. Von 1956 bis 1961 studierte sie bei Prof. Lea Grundig und Prof. Hans Theo Richter an der Hochschule für Bildende Künste Dresden auf der Brühlschen Terrasse, Fachrichtung Graphik. Künstlerisch und politisch wurde sie vor allem von Lea Grundig geprägt, welche zu dieser Zeit Präsidentin des Verbandes Bildender Künstler in Berlin war. Dazu gehörte ihr Bedürfnis, arbeitende Menschen darzustellen. Sie schuf auch Landschaftsbilder, u. a. bei Aufenthalten an der Ostsee. Ihre Diplomarbeit war ein Zyklus über Frauen einer Trockenleimfabrik, und sie fand vor allem als Grafikerin und Zeichnerin zu ihrem eigenen Stil.
In Dresden lernte sie ihren Mann Dieter Krug kennen, mit dem sie 1961 nach Leuna zog, wo er Arbeit erhalten hatte. Dort arbeitete Christa Krug als freischaffende Künstlerin. Wie viele Künstler der DDR erhielt sie Aufträge von volkseigenen Betrieben und Institutionen. Sie hatte einen unbefristeten Werkvertrag mit den Leunawerken, gründete im Klubhaus des Werks 1964 einen Kindermalzirkel und leitete auch einen Zirkel für Erwachsene. Zu ihren Schülern gehörten u. a. die Hallenser Maler Lutz Bolldorf (* 1953) und Uwe Duday (* 1944). 1975 war sie mit weiteren Künstlern, u. a. Karl Erich Müller, an einer repräsentativen Grafikmappe für den VEB Mansfeld Kombinat „Wilhelm-Pieck“ beteiligt.
Obwohl sie bereits mit 30 Jahren erkrankte und seit etwa 1985 auf den Rollstuhl angewiesen war, arbeitete Christa Krug nach Kräften weiter. Sie lebte zuletzt in Pflegeheimen in Merseburg und Bad Dürrenberg. Dort schuf sie u. a. eine Anzahl eindrucksvoller Rötelzeichnungen von hochbetagten und auch von sterbenden Menschen.
Christa Krug war bis 1990 Mitglied des Verbands Bildender Künstler der DDR und wohl auch der SED und seit der Wende Mitglied des Bundesverbandes.
Sie hatte die Söhne Tobias, Marcus und Daniel.
Im Jahr 2000 erschien ein erster Kalender 2000 Christa Krug Stadt Leuna mit ihren Arbeiten aus der Region.

## Ehrungen
- 1966: Kunstpreis der FDJ
- 1984: Banner der Arbeit

## Werke (Auswahl)

### Druckgrafik
- Menschen von der Großbaustelle Leuna II (Zyklus von Radierungen, 1965/1966)
- 20. Jahrestag des DFD (Zyklus von Radierungen, 1966/67; Auftragsarbeit für den Demokratischen Frauenbund) u. a. Schwangere[2] und Sina[3]
- Im Park (Radierung, 1969)[4]
- Junge sozialistische Familie (Zyklus von Radierungen, 1969)
- Spaziergang (47 × 62 cm)
- Bildnis einer Arbeiterin (47 × 62 cm)
- Spaziergang (1975, Lithografie, 44 × 36 cm)[5]

### Zeichnungen
- Manfred G. (1964)[6]
- Die Frauenpersönlichkeit in der Landwirtschaft (Zyklus, Tusche, 1970)
- Walter Hippmann, Eisenflechter (1978)

## Ausstellungen (unvollständig)

### Einzelausstellungen
- 1969: Weißenfels, Museum Schloss Neu-Augustusburg (Grafiken, Handzeichnungen, Aquarelle)
- 1972: Schkopau, Klubhaus der Buna-Werke (Handzeichnungen und Druckgrafik)
- 1976: Merseburg, Kreiskulturhaus
- 1986: Merseburg, Kulturhistorisches Museum (Aquarelle, Druckgrafiken, Handzeichnungen)
- 1996/97: Merseburg, Kulturhistorisches Museum, und
- 1997: Bad Dürrenberg, Haus für Betreutes Wohnen und Hilfe im Alter bei der LEUWO mbH (Aquarelle, Zeichnungen)

#### Postum
- 2016: Leuna, Kunstgalerie im cCe-Kulturhaus (Retrospektive)[7]

### Ausstellungsbeteiligungen
- 1961: Berlin, Akademie der Künste („Junge Künstler in der DAK“)
- 1967/68 und 1972/73: Dresden, VI. und VII. Kunstausstellung der DDR
- 1968: Halle/Saale, Staatliche Galerie Moritzburg („Sieger der Geschichte“)
- 1969 und 1974: Halle, Bezirkskunstausstellungen
- 1970: Berlin, Altes Museum („Auferstanden aus Ruinen. Druckgraphik und Zeichnungen 1945 - 1970“)
- 1970: Berlin („Architektur und Bildende Kunst. Ausstellung zum 20. Jahrestag der DDR“)
- 1970: Berlin, Altes Museum („Im Geiste Lenins“)
- 1971: Berlin, Altes Museum („Das Antlitz der Arbeiterklasse in der bildenden Kunst der DDR“)
- 1975: Schwerin, Staatliches Museum („Farbige Grafik in der DDR“)
- 1995: Berlin, Deutsches Historisches Museum („Auftrag: Kunst. 1949 – 1990. Bildende Künstler in der DDR zwischen Ästhetik und Politik“)